# Gotthilf Hagen
Gotthilf Heinrich Ludwig Hagen, född 3 mars 1797 i Königsberg (nuvarande Kaliningrad), död 3 februari 1884 i Berlin, var en tysk vattenbyggnadsingenjör. 
Hagen studerade först matematik och astronomi, övergick till vattenbyggnadsfacket och anställdes 1826 som Hafenbauinspector i Pillau, var intill 1849 lärare i vattenbyggnad vid Bauakademie och inträdde 1850 i handelsministeriet, där han främst ledde Tysklands hamnbyggande, blev 1860 Oberbaudirector, 1869 Oberlandesbaudirector och tog avsked 1875. 
Hagen planlade och ledde 1854–56 byggandet av örlogshamnen i Jade. Utöver en del vetenskapliga avhandlingar i olika tidskrifter skrev han även en del tekniska skrifter, som har haft banbrytande betydelse för vattenbyggnadstekniken.